# عقرب سوطي تارناني
عقرب سوطي تارناني (الاسم العلمي: Thelyphonus tarnanii) هو نوع من العنكبوتيات يتبع جنس العقرب السوطي من الفصيلة العقارب السوطية.